# Westerheim (Baviera)
Westerheim è un comune tedesco di 2 076 abitanti, situato nel land della Baviera.